# Тиолтиур (Клуж)
Тиолтиур (рум. Tioltiur) насеље је у Румунији у округу Клуж у општини Корнешти. Oпштина се налази на надморској висини од 374 m.

## Становништво
Према подацима из 2002. године у насељу је живело 213 становника, од којих су сви румунске националности.